# Conan de krijger
Conan de krijger is een fantasy/Sword & Sorcery boek van de Amerikaanse schrijver Robert E. Howard.

## Samenvatting
Conan de krijger is het zevende boek over Conan de Barbaar en bevat drie verhalen over de avonturen van Conan.

### Rode spijkers
(Engels: Red Nails, door Robert E. Howard - 1936)
Nadat ze een officier heeft gedood, is Valeria van de Rode Broederschap gedwongen te vluchten uit het Stygische legerkamp bij Sukhmet. Conan doodt een Stygiër die haar achtervolgde en terwijl de twee met elkaar staan te kibbelen worden hun paarden opgegeten door een Draak. Ze beklimmen een rots, waar ze buiten bereik van het wezen zijn. Van hieruit zien ze op de achterliggende vlakte een stad liggen. Conan steekt de draak in de mond met een in gif gedompelde speer, die eerst woedend probeert de rots op te springen, maar wanneer het gif begint te werken in het bos verdwijnt. Valeria en Conan rennen daarop naar de stad.
Binnen de muren blijkt de stad één enkel gebouw te zijn met een geweldig grote centrale zaal die zich van de noordelijke poort kilometers uitstrekt tot aan de zuidelijke poort. Het uitgestrekte gebouw heeft vier verdiepingen en terwijl Conan het gebouw gaat verkennen ziet Valeria hoe in een lager gelegen zaal een man wordt aangevallen door een schimmige gedaante. Ze springt over de balustrade en doodt het wezen. De man vertelt dat ze zich in de stad Xuchotl bevinden: hij heet Techotl en behoort tot de Teculthi stam. De door Valeria gedode man was van de vijandige Xotalanc stam. Ze worden aangevallen door nog eens vier Xotalancaanse krijgers, maar met hulp van de teruggekeerde Conan worden ze alle vier gedood.
Techotl brengt hen naar de heersers van de Teculthi; prins Olmec en prinses Tascela. Techotl verklaart dat er weer vijf Xotalancanen dood zijn, en dat er dus vijf rode spijkers in de zuil der wrake moeten worden geslagen. (bij elke vijand die wordt gedood drijven de Teculthi een koperen spijker in een zwarte ebbenhouten pilaar) De heersers vertellen over de geschiedenis van de stad en hoe de vete is ontstaan, oorspronkelijk tussen drie stammen waarvan er één in het verleden werd uitgeroeid. Die nacht breken de laatste overlevenden van de Xotalanc door de bronzen deur die toegang geeft tot het Teculthi rijk voor een wanhoopsoffensief. Maar de grote overmacht van de Teculthi en de hulp van Conan en Valeria zorgen ervoor dat alle indringers, man of vrouw, worden afgeslacht. Met twintig spijkers in de zuil voor de laatste Xotalancanen is de jarenlange vete eindelijk voorbij.
Conan gaat met de krijgers Yanath en Topal op zoek naar achtergebleven Xotalancanen, maar de indringers blijken echt de allerlaatsten te zijn geweest. Bij de aanblik van de opgezette hoofden van zijn familieleden wordt Yanath krankzinnig: hij steekt Topal neer en valt dan Conan aan, die geen andere keus heeft dan de waanzinnige te doden. De stervende Topal probeert daarop Conan een mes tussen de ribben te steken, omdat zijn leider prins Olmec dat bevolen heeft. Conan haast zich terug en komt een dodelijk gewonde Techotl tegen, die hem tegemoetkwam. Techotl zegt hem dat Olmec Valeria heeft gegrepen. Conan vindt uiteindelijk de prins, die op een pijnbank vastgesnoerd ligt.
Toen Olmec Valeria gevangennam, stak hij eerst de protesterende Techotl neer, waarna hij Valeria begon aan te randen. Hij werd gestoord door prinses Tascela, die met haar mystieke krachten de prins overweldigde en op de pijnbank zette.
Tascela blijkt eeuwenoud te zijn en ze heeft jonge vrouwen nodig om haar jeugd te behouden. Conan bevrijdt Olmec zodat deze hem naar Valeria kan leiden, maar net voordat ze er zijn probeert Olmec de barbaar te doden. Conan breekt de nek van de prins en vindt in de troonzaal Valeria, die naakt op een zwart altaar wordt vastgehouden door twee Teculthi. Conan stapt in een ijzeren klem en is hulpeloos. Net voordat Tascela haar slachtoffer kan doden om haar essentie op te zuigen, verschijnt Tolkemec. Deze Tolkemec was degene die de Teculthi en Xotalanc in de stad had gelaten. Hij was een slaaf van de oorspronkelijke bewoners, die door de twee invallende stammen verslagen werden. Tolkemec was tijdens de vete de aanvoerder van een derde stam, die twaalf jaar geleden door de Teculthi werd uitgeroeid. Tolkemec werd gemarteld maar kon in de catacomben vluchten.
Tolkemec begint met zijn toverkrachten alle Teculthi te doden. Tascela bevrijdt Conan zodat deze de strijd met de tovenaar kan aangaan. Conan doodt Tolkemec, Valeria doodt Tascela en de enige twee overlevenden van Xuchotl verlaten de dode stad.

### Juwelen van Gwahlur
(Jewels of Gwahlur, door Robert E. Howard - 1935)
In het oerwoud van Keshan is Conan op zoek naar de mythische stad Alkmeenon, waar zich de Tanden van Gwahlur zouden bevinden, een legendarische schat van zeer kostbare juwelen. Hij vindt de stad maar daar blijken ook zijn rivalen aanwezig te zijn. Na allerlei misleidende spelletjes tussen verschillende groepen, waarbij het orakel van de godin Yelaya door zowel Conan als zijn rivaal Thutmekri wordt misbruikt, blijken er onder de stad moordende wezens te leven die het op iedereen gemunt hebben. Conan en de Korinthische slavin Muriela zijn de enigen die de stad levend verlaten, waarbij Conan wel de juwelen van Gwahlur moet laten vallen om Muriela's leven te kunnen redden.

### Aan de overkant van de Zwarte Rivier
(Beyond the Black River, door Robert E. Howard - 1935)
Conan is in dienst van Aquilonië als woudloper voor het garnizoen van Fort Tuscelan. Hij krijgt de opdracht om met een kleine groep de grens over te steken om de Pictische tovenaar Zogar Sags te doden, die verantwoordelijk is voor de dood van tientallen Aquiloniërs. Ze lopen in de val en iedereen wordt gevangen of gedood, alleen Conan kan vluchten. Hij weet de laatste overlevende gevangene te bevrijden en samen ontsnappen ze. Ze ontdekken dat er zich een compleet invasieleger in de bossen schuilhoudt, dus proberen ze de Aquiloniërs te waarschuwen. Ze komen te laat om Fort Tuscelan te redden, dat al wordt aangevallen, maar ze kunnen wel de dichtstbijzijnde stad Velitrium waarschuwen. Conan wordt dan aangevallen door een demonisch wezen, maar hij weet het te doden. Het wezen blijkt te zijn verbonden met Zogar Sags, die ook sterft. Bij het aanzicht van de dood van hun leider verliezen de Pictische invallers de moed en worden ze uiteindelijk verslagen.